# Matkajärvi
Matkajärvi är en sjö i Kiruna kommun i Lappland och ingår i Torneälvens huvudavrinningsområde. Sjön är 6,1 meter djup, har en yta på 0,0646 kvadratkilometer och befinner sig 274,1 meter över havet.

## Delavrinningsområde
Matkajärvi ingår i det delavrinningsområde (757717-180238) som SMHI kallar för Ovan Ahmajoki. Medelhöjden är 280 meter över havet och ytan är 6,9 kvadratkilometer. Räknas de 10 avrinningsområdena uppströms in blir den ackumulerade arean 226,19 kvadratkilometer. Kelojoki (Kelijoki) som avvattnar avrinningsområdet har biflödesordning 3, vilket innebär att vattnet flödar genom totalt 3 vattendrag innan det når havet efter 360 kilometer. Avrinningsområdet består mestadels av skog (70 procent) och sankmarker (26 procent). Avrinningsområdet har 0,14 kvadratkilometer vattenytor vilket ger det en sjöprocent på 2,1 procent.